# Maxmagnus
Maxmagnus sono due serie di storie a fumetti scritte da Max Bunker e disegnata la prima da Magnus e la seconda da Leone Cimpellin. La prima serie venne ideata nel 1968 da Bunker insieme a Magnus che, forti del successo di Kriminal e Satanik, antesignani del fumetto nero italiano, stanchi di sopportare le pressioni imposte dalla censura dell'epoca, decisero di cambiare genere realizzando una serie comico/grottesca che a sua volta sarà antesignana, nell'anno successivo, di Alan Ford, altro grande successo della coppia di autori. La serie venne premiata nel 1971 con il Dattero d'Oro al Salone Internazionale dell'Umorismo di Bordighera.

## Storia editoriale
Il personaggio è protagonista di una prima serie di storie brevi pubblicate tra marzo 1968 e giugno 1970 sulla rivista Eureka edita dall'Editoriale Corno. Successivamente la serie di storie venne raccolta integralmente in un volume omonimo edito dal 1970 sempre dalla Corno e poi riproposte in vari formati - non sempre integralmente - come ad esempio nella collana Eureka Pocket. La serie è formata in genere da brevi episodi di un paio di tavole che compongono una saga unitaria in 29 episodi per un totale di 64 tavole.
Nel 1979 Bunker riprese il personaggio ideando una nuova serie a fumetti in albi mensili disegnati da Leone Cimpellin con storie di maggior respiro, più articolate e complesse, approfondendo trame e personaggi e realizzate nel classico formato pocket dell'epoca, come Alan Ford o Kriminal, a 120 tavole; la serie chiuse dopo 16 numeri nel 1980 e le storie rimaste inedite vennero poi pubblicate sulla rivista Eureka nel 1981.

## Trama
Maxmagnus, protagonista di una saga ambientata in un medioevo fantastico con tratti comici e grotteschi, è un malvagio re avido e corrotto che tartassa i suoi sudditi con la complicità di un avido amministratore. I due personaggi sono plasmati sulle fattezze dei due autori Bunker e Magnus. Le trama è incentrata su questi due disonesti amministratori che si dividono quanto sottratto al popolo con le tasse e che cercano vicendevolmente di truffarsi. Il popolo è rappresentato misero fino all'inverosimile, angustiato, ignorante e pavido nel ribellarsi, destinato spesso a una tragica fine ma in realtà non migliore dei suoi reggenti.
Ne nasce una gustosa e irriverente parodia al mondo edulcorato e gentile delle fiabe e al contempo una feroce e cinica critica della società contemporanea e al potere. Infatti, se è pur vero che è ambientato in un'epoca non precisata, in bilico tra il medioevo "reale" e quello fiabesco, fatto di re e cavalieri, di magie e di castelli, qui non abbiamo l'eroe senza macchia e senza paura e né abbiamo la bella e gentile principessa. Tutto è imbevuto invece di cinismo e di umorismo nero, dove l'innocenza lascia posto agli avidi e ai furbi e dove non c'è salvezza alcuna nemmeno tra i poveri, che, saliti al potere, risultano più avidi e stupidi dei loro governanti. La critica alla società contemporanea del consumismo, della ricchezza ostentata e del divario tra l'occidente e il Terzo Mondo, appare abbastanza evidente, sottolineata anche dal linguaggio, che talvolta raccoglie espressioni gergali tipiche del nord-italia.

## Personaggi
I personaggi del fumetto sono di seguito indicati, secondo l'ordine di apparizione sul mensile "Maxmagnus":
- Maxmagnus: Il re avido e furbo (ma non troppo), è rappresentato come un obeso tappetto dai folti baffi, con corona e caratteristico mantello rosso, spesso rattoppato. Sposato con una vecchia megera, grassa, sgraziata e avida par suo, padre di un'orrenda figlia ancora da maritare, regna a capo di uno scalcagnato villaggio e vive trangugiando cibi e vessando il popolo povero e straccione. In seguito alla rivolta popolare si rifugia prima da re Porcione e poi dal Gran Sacerdote come re esiliato. Riesce a tornare sul trono grazie ad un'abile campagna elettorale. (esordito nel n. 1, aprile 1979)
- Amministratore Fiduciario: L'esattore del re, il più furbastro della corte, è rappresentato come un tappetto, nasuto e coriaceo. Sempre pronto a vessare il popolo ma, da buon vile e voltagabbana, anche ad ingannare re e regina, per intascarsi il maggior quantitativo di ricchezze possibile. Aiuta Karlx nella rivolta così da non essere esiliato e mantiene la sua carica amministrativa. Fa in modo che Still e Gnock vengano giustiziati, malgrado la loro innocenza. (esordito nel n. 1, aprile 1979)
- Still: Uomo del popolo, alto, magro e con folta barba, fa parte della prima cellula rivoluzionaria con Karlx e Gnock. Dopo l'instaurazione della repubblica viene giustiziato dal popolo insieme a Gnock, per una falsa accusa. (esordito nel n. 1, aprile 1979)
- Gnock: Uomo del popolo, basso e obeso, fa parte della prima cellula rivoluzionaria con Karlx e Still. Nel tentativo di salvare Still, finisce per fare la sua stessa fine. (esordito nel n. 1, aprile 1979)
- Regina: Moglie di Maxmagnus; avida, sgraziata ed impicciona, viene esiliata assieme al re ed alla principessa. (esordito nel n. 1, aprile 1979)
- Principessa: Figlia di Maxmagnus e della regina, di brutto aspetto e poco intelligente, costretta a portare una maschera per coprire il suo viso, viene esiliata assieme al re e alla regina. Nel castello del Gran Sacerdote incontra un mago trasformato in rospo: dopo averlo baciato si trasforma in una bellissima donna. (esordito nel n. 1, aprile 1979)
- Principe: Figlio di re Porcione
- Porcione: Re di Porcionia, regno confinante con quello di Maxmagnus, un tempo sull'orlo della bancarotta, ma sanato dall'amministratore fiduciario in cambio della promessa di far sposare suo figlio con la principessa (che non mantenne facendo fingere il principe pazzo).
- Strega Arpia: Alle dipendenze del re Maxmagnus che le ha commissionato di creare un filtro per la giovinezza rubatogli poi dall'Amministratore Fiduciario, è sempre ubriaca. Viene bruciata viva perché ingannata dall'amministratore.
- Dragometro: Drago della strega Arpia, anch'esso è sempre ubriaco.
- Mago Trombone: Mago veggente (?) inizialmente alle dipendenze di re Maxmagnus, in seguito alla corte di re Porcione.
- Sante il brigante: Malavitoso che vive sulle montagne. Il suo nome viene utilizzato spesso dal "potere" per accusarlo anche di reati non commessi ed in genere commessi dallo stesso potere precostituito (un tipico esempio: discorso tra re e amministratore "Sante il brigante, il pericolo costante? No, Sante l'imbecille delirante"). Aiuta Karlx nella rivolta contro i monarchi, diventando un miliziano popolare insieme ai suoi compagni, Faccia da Grinza e Osso da Morto. Finisce in prigione insieme ai suoi due compagni per essersi opposto all'impiccagione di Still e Gnock. Liberato e aiutato da Testa di Pietra e Marcus, diventa uno dei nuovi triumviri.
- Karlx: Il capo-popolo della rivoluzione anti-monarchica, ideatore della prima cellula rivoluzionaria di cui facevano parte anche Still e Gnock. Dopo la rivolta, con l'eliminazione di Still e Gnock, diventa presidente della repubblica. Spodestato e imprigionato da Marcus, Testa di Pietra e Sante il brigante, gli venne concesso di partecipare alle elezioni, pur perdendo.
- Oste: Proprietario di una taverna sempre sull'orlo della bancarotta, grazie alle frequenti riunioni di Karlx, Still e Gnock. Dopo l'avvento della repubblica rischia ancora.
- Raggio di Luna: Ancella, la vera innamorata del principe di Porcionia. Abbandonata da questo, si mette con il re Porcione.
- Bugia: La gazza ladra dell'Amministratore Fiduciario, vile e ladra come quest'ultimo.
- Osso da Morto: Rappresentante dei N.A.P. (Nuclei Armati Pensionati), in seguito compagno di Sante e successivamente miliziano popolare insieme allo stesso Sante e a Faccia di Grinza.
- Faccia di Grinza: Rappresentante dei N.A.P. (Nuclei Armati Pensionati), in seguito compagno di Sante e poi miliziano con lo stesso Sante e Osso da Morto.
- Testa di Pietra: Uomo del popolo e facente parte, in un secondo momento, della prima cellula rivoluzionaria con Karlx, Still e Gnock. In seguito diventa capo della milizia popolare della repubblica e poi triumviro con Marcus e Sante.
- Gran Sacerdote: Capo della religione, in perenne contatto con Colui-Che-Tutto-Vede-E-Tutto-Sa (dice lui).
- Piccolo Sacerdote: Fratello del Gran Sacerdote, invidioso del suo parente.
- Marcus: Popolano erudito che vuole far luce sul modo di governare della neo-repubblica. Diventa triumviro spodestando Karlx e imprigionando l'Amministratore Fiduciario. In seguito indice delle nuove elezioni, ma perde e fa ritornare il re al suo posto.
- Gallinaccio: Ladro e assassino della peggior specie, si mette al servizio della neorepubblica per sostituire l'ormai famoso Sante il Brigante.

## Premi e riconoscimenti
- 1971 - premio Dattero d'Oro al Salone Internazionale dell'Umorismo di Bordighera[6][7].